# السیبه، البصره
السیبه (به لاتین: Siba subdistrict) یک منطقهٔ مسکونی در عراق است که در استان بصره واقع شده است.